# Potamorrhaphis petersi
Potamorrhaphis petersi är en fiskart som beskrevs av Collette, 1974. Potamorrhaphis petersi ingår i släktet Potamorrhaphis och familjen näbbgäddefiskar. Inga underarter finns listade i Catalogue of Life.